# Andi Grünenfelder
Andreas Grünenfelder –conocido como Andi Grünenfelder– (Wangs, 17 de septiembre de 1960) es un deportista suizo que compitió en esquí de fondo. 
Participó en dos Juegos Olímpicos de Invierno, obteniendo una medalla de bronce en Calgary 1988, en la prueba de 50 km, y el sexto lugar en Sarajevo 1984, en la misma prueba.

## Palmarés internacional
| Juegos Olímpicos | Juegos Olímpicos | Juegos Olímpicos  | Juegos Olímpicos |
| Año              | Lugar            | Medalla           | Prueba           |
| ---------------- | ---------------- | ----------------- | ---------------- |
| 1988             | Calgary (Canadá) | Medalla de bronce | 50 km            |